# Тилис

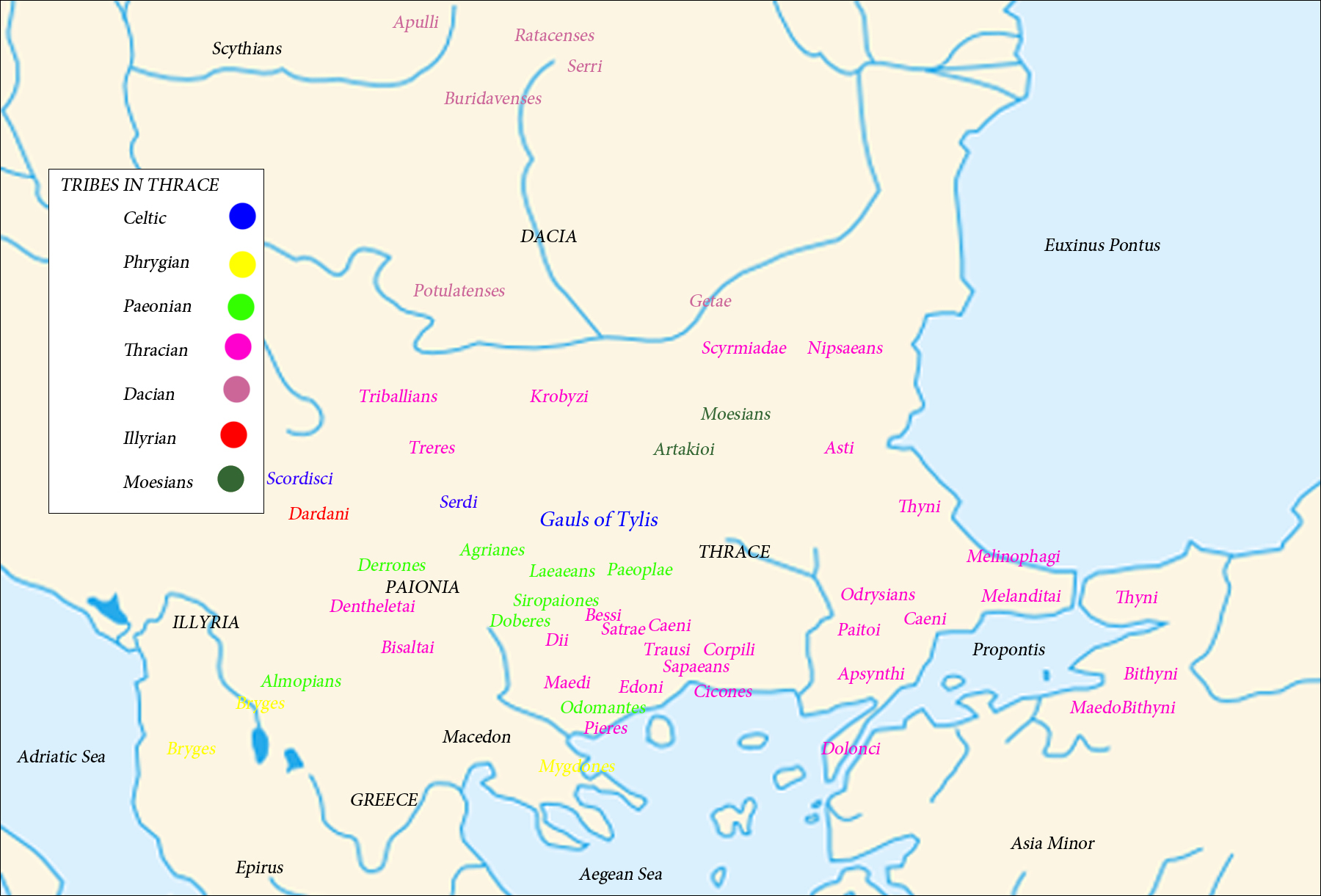
Племена Фракии.

Тилис (Greek: Τύλις) или Тила — столица кельтского государства во Фракии, основанного Комонторием в III в. до н. э. После вторжения во Фракию и Грецию в 279 г. до н. э. галлы потерпели поражение от македонского царя Антигона II Гоната в битве при Лисимахии в 277 г. до н. э., после чего они повернули во Фракию и основали свое королевство в Тилисе. Город был расположен недалеко от восточной окраины Гемских (Балканских) гор на территории современной западной Болгарии. Тектосаги, толистобоги и трокмы не поселились во Фракии, а перешли в Малую Азию и стали известны как галаты. Последним царем Тилиса был Кавар, который поддерживал хорошие отношения с городом Византий. Его столица была разрушена фракийцами в 212 г. до н. э., и это также стало концом его царства. На месте Тилиса расположено болгарское село Тулово в Старозагорской области.

## Правители
- Комонторий (277—257/255 г. до н. э.)
- Каварус (257/255 — 212 г. до н. э.)

## Память
В честь города назван хребет Тайл-Ридж на острове Гринвич на Южных Шетландских островах в Антарктиде.